# Oschätzchen
Oschätzchen is een plaats in de Duitse deelstaat Brandenburg en maakt deel uit van de gemeente Bad Liebenwerda in het Landkreis Elbe-Elster. Oschätzchen telt 270 inwoners (2011). Tot 1993 was het een zelfstandige gemeente.

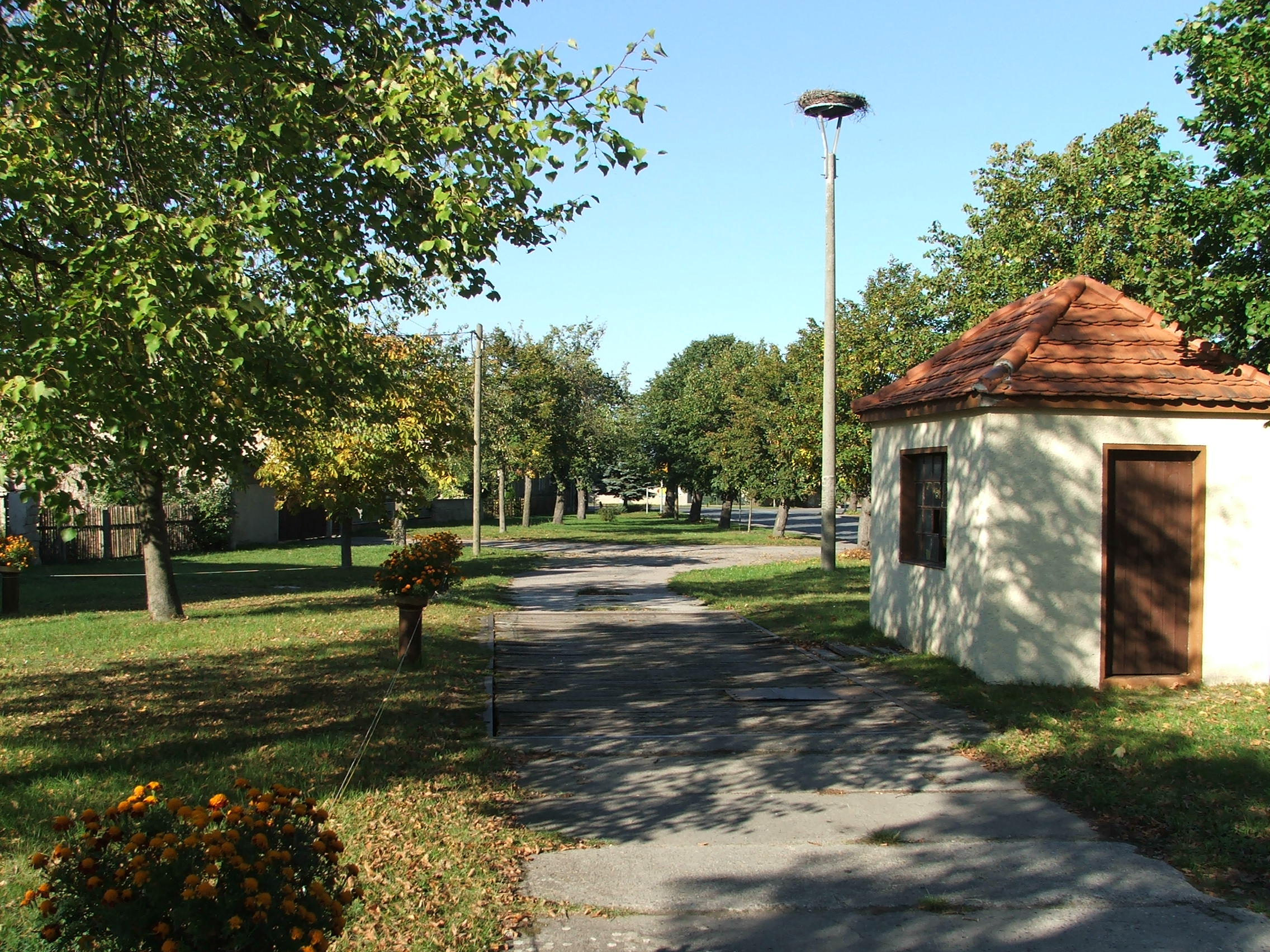
Oschätzchen
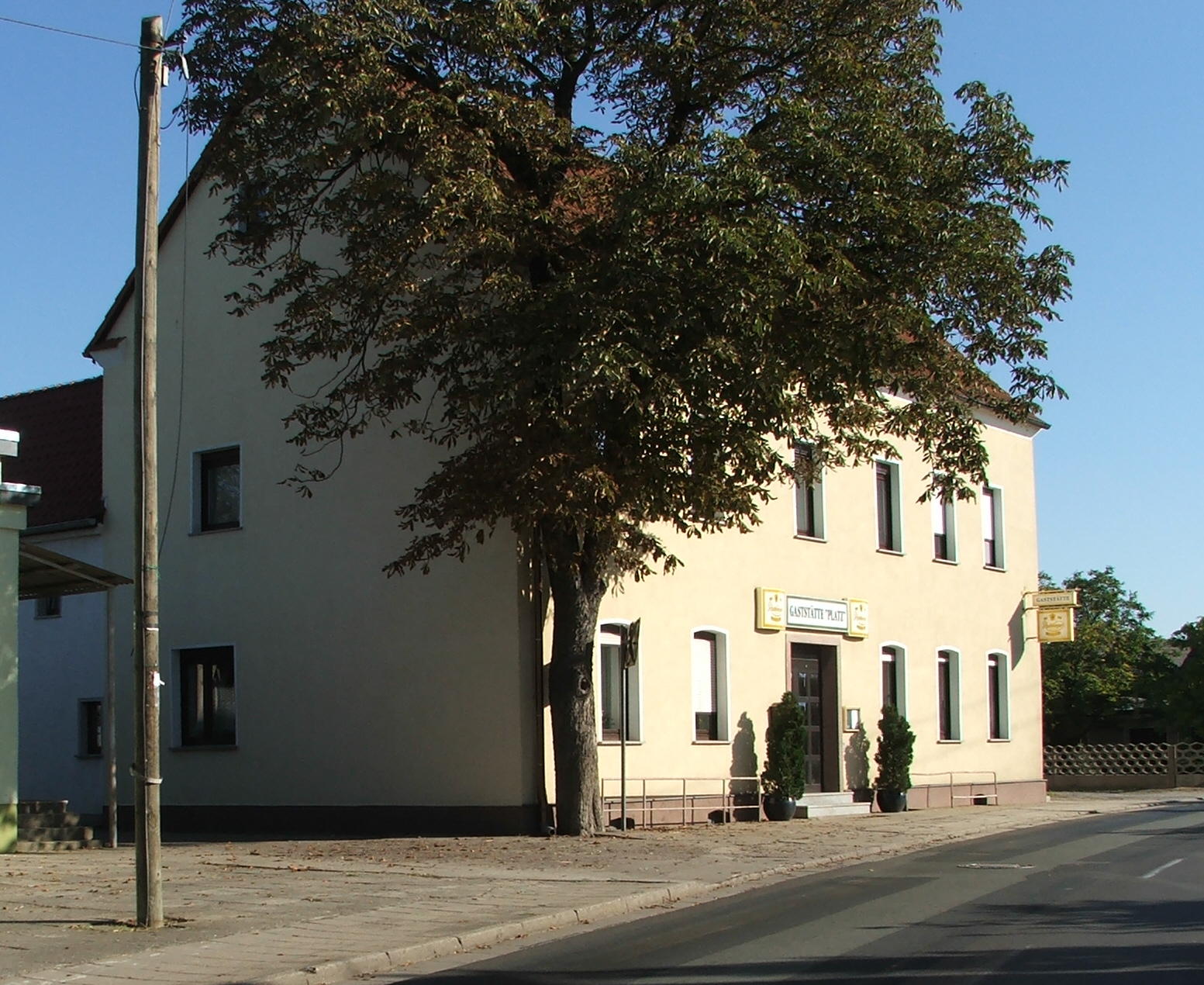
Gasthof